# Uicheon
Uicheon (koreanisch 의천) (* 30. Oktober 1055 in Kaesŏng, Königreich Goryeo; † 28. Oktober 1101 in Goryeo), auch bekannt als Großmeister Taegak Kuksa (태각국사), war ein bedeutender buddhistischer Mönch und Autor zahlreicher Schriften während der Goryeo-Dynastie (고려왕조) (918–1392). Er gilt als der Begründer des Cheontae-Ordens (천태종) in Korea, der seine Wurzeln im Tiantai-Orden in China hat.

## Leben
Uicheon war der vierte Sohn von König Munjong (문종) und seiner Frau, Königin Inye (인예), die dem Incheon Lee Clan entstammte. Zu seiner Geburt bekam er den Namen Wang Hu (왕후) verliehen und erfüllte später den Wunsch seines Vaters, dass einer seiner Söhne buddhistischer Mönch werden möge. Im Alter von elf Jahren wurde Wang Hu ordiniert und studierte zunächst in den buddhistischen Tempeln Yeongttong und Puril. Anschließend widmete er sich den Mahayana- und Hinayana-Sutras und Traktaten. Auch nicht-buddhistische Werke fanden seine Aufmerksamkeit jener Tage. Nachdem sein Lehrmeister verstorben war, übernahm er die Aufgabe des Lehrens, was ihn über seine besonderen Vorträge im ganzen Land bekannt machte.
Sein Wunsch, für sein weiteres Studium nach China gehen zu können, wurde ihm vorerst verweigert, allerdings unterhielt er Korrespondenz mit dem chinesischen Dharma-Meister Jingyuan. Als Uicheons Vater im Jahr 1085 verstarb, ging er schließlich mit zwei seiner Jünger nach China, reiste durchs Land, traf führende Denker jener Zeit und studierte sogar das Sanskrit. Als ihn der Königshof 1087 zurück nach Goryeo beorderte, kam er mit über 3000 Bänden buddhistischer Texte zurück in seine Heimat und wurde Abt des Heungwang-Tempels, wo er sich weiter mit der Theorie des Cheontae beschäftigte und weitere Jünger ausbildete. 1097 wurde er Abt des neu errichteten Gukcheong-Tempels und gründete dort den Cheontae-Orden, der sich in den folgenden Jahren zunehmender Beliebtheit erfreute.
Uicheon arbeitete daran die unterschiedlichen buddhistischen Strömungen und Schulen zu harmonisieren und vertrat die Ansicht, dass Meditation auf religiösen Lehren beruhen müsste. Auch arbeitete er daran ostasiatische buddhistische Texte für die Nachwelt zu erhalten. Er schickte seine Jünger nach China zur Song-Dynastie, nach Japan und in das Reich der Liao-Dynastie, um Texte einheimischer Autoren aufzufinden und zu erhalten. Im Jahr 1090 veröffentlichte er einen Katalog mit 1010 aufgelisteten Titeln über 4.740 Rollen (4740 Bände umfassende Bibliothek), deren Texte in Holzschnitte gebracht wurden und als Ergänzung des Goryeo Kanons galt. Die Druckstöcke gingen während der mongolischen Invasion in den Jahren 1231–1232 durch Feuer verloren. Bei deren Erneuerung in den Jahren 1236 bis 1251 vergaß man allerdings die Ergänzungen, die seitdem für immer verloren sind.